# Super Spike V'Ball
Super Spike V'Ball, als arcadespel onder de titel U.S. Championship V'Ball, is een computerspel dat werd ontwikkeld en uitgegeven door Technos Japan Corp. voor het platform Nintendo Entertainment System. Het spel werd uitgebracht op 10 november 1989. De speler reist door de Verenigde Staten en bij dit spel moet beachvolleybal gespeeld worden.

## Ontvangst
| Beoordeeld door       | Datum        | Score |
| --------------------- | ------------ | ----- |
| Mean Machines         | juni 1991    | 83%   |
| NES Center            | 2001         | 80%   |
| The Video Game Critic | 30 juni 2001 | 75%   |
| neXGam                | 2002         | 75%   |
| All Game Guide        | 1998         | 70%   |